# Дейна Стоун
Дейна Стоун (на английски: Dana Stone) е американски фоторепортер, известен най-вече с работата си за CBS, United Press International и Associated Press по време на войната във Виетнам.

## Кариера
Стоун заминава за Виетнам през 1965 г. Преди да пристигне, той купува първия си фотоапарат в Хонконг. След като пристига в Сайгон, той се среща с Анри Хует, който му показва как да зареди филм в камерата. Той става приятел с фотографи и журналисти, включително Шон Флин, Тим Пейдж, Анри Хует и други. Стоун започва работа на свободна практика за United Press International и по-късно става служител на Associated Press. Скоро той става военен фотограф по време на мисии със зелените барети от базата си в Да Нанг.
Той и съпругата му Луис Смайзър тръгват за Европа през 1969 г., карайки VW Camper от Индия по суша към Лапландия в Швеция, където за кратко време той работи като дърводелец.
Стоун работи на свободна практика за CBS News в Лаос, когато през март 1970 г. е повикан в Сайгон, за да работи като военен оператор с Джон Лорънс, който прави документален филм - „Светът на Чарли“. Той прекарва 5 дни за документалния филм, преди да бъде изпратен от CBS в Пном Пен на 28 март, за да отразява последствията от Камбоджанския преврат.
На 6 април 1970 г. Стоун и неговият колега, Шон Флин са пленени от Виет Конг, след като напускат Пном Пен с червени мотоциклети Хонда, за да снимат позиции на комунистическите партизани. Двамата никога повече не са виждани живи.
По-малкият брат на Стоун, Джон Томас Стоун, се присъединява към армията на САЩ през 1971 г., скоро след като завършва гимназия, което се дължи отчасти на желанието да разбере какво се е случило с неговия брат. По-късно той служи като лекар във Върмонтската национална гвардия и е убит от приятелски огън на 29 март 2006 г. в Афганистан на третото си пътуване.